# Maurolico Messina 1956-1957
Il Maurolico Messina 1956-1957 ha disputato il suo primo campionato di Serie A ed è retrocessa in Serie B.

## Verdetti stagionali
- Serie A: (14 partite)

stagione regolare: 8º su 8 squadre (3-11).

## Roster
| Maurolico Messina | Maurolico Messina |
| Giocatori         | Staff tecnico     |
| ----------------- | ----------------- |

| N. | Naz.              | Ruolo | Nome                 | Anno | Alt. | Peso |  |
| -- | ----------------- | ----- | -------------------- | ---- | ---- | ---- |  |
|    | Italia (bandiera) |       | Ciaramonte           |      |      |      |  |
|    | Italia (bandiera) |       | Azalea Cobelli       |      |      |      |  |
|    | Italia (bandiera) |       | Franca De Luca       |      |      |      |  |
|    | Italia (bandiera) |       | Di Rienzo            |      |      |      |  |
|    | Italia (bandiera) |       | Marilù Fradella      |      |      |      |  |
|    | Italia (bandiera) |       | Maria Rosa Gasperini |      |      |      |  |
|    | Italia (bandiera) |       | Leone                |      |      |      |  |
|    | Italia (bandiera) |       | Leva                 |      |      |      |  |
|    | Italia (bandiera) |       | Tania Magazzù        |      |      |      |  |
|    | Italia (bandiera) |       | Clara Orfanelli      |      |      |      |  |
|    | Italia (bandiera) |       | Margherita Orfanelli |      |      |      |  |
|    | Italia (bandiera) |       | Giovanna Puglisi     |      |      |      |  |
|    | Italia (bandiera) |       | Graziella Silipigni  |      |      |      |  |
|    | Italia (bandiera) |       | Amalia Venuti        |      |      |      |  |

| Allenatore                                                     |
| Giuseppe Dispinzeri e Angelo De Filippo                        |
| Assistente/i                                                   |
| - Nessuno Legenda - (C) Capitano - (IN) Inattivo - Infortunato |

## Statistiche
| Nome                 | Gare | Punti |
| -------------------- | ---- | ----- |
| Ciaramonte           | 2    | 0     |
| Cobelli Azalea       | 11   | 54    |
| De Luca Franca       | 13   | 57    |
| Di Rienzo            | 11   | 69    |
| Fradella Marilù      | 9    | 12    |
| Gasperini Maria Rosa | 12   | 50    |
| Leone                | 3    | 0     |
| Leva                 | 3    | 1     |
| Magazzù Tania        | 2    | 0     |
| Orfanelli Clara      | 12   | 86    |
| Orfanelli Margherita | 12   | 102   |
| Puglisi Giovanna     | 14   | 6     |
| Silipigni Graziella  | 11   | 103   |
| Venuti Amalia        | 3    | 4     |